# Katharina Heise
Katharina Heise (Pseudonym Karl Luis Heinrich-Salze; * 3. Mai 1891 in Groß Salze; † 5. Oktober 1964 in Halle (Saale)) war eine deutsche Bildhauerin und Malerin.

## Leben
Heise wurde als Tochter eines wohlhabenden Bauern, der über Landverkäufe bei der Errichtung einer Fabrik ein Vermögen machte, im heute zu Schönebeck (Elbe) gehörenden Groß Salze geboren. Sie erhielt eine höhere Schulbildung und nachfolgend eine Ausbildung für Buchführung, Schreibmaschine und Stenografie, besuchte dann jedoch in Magdeburg die Kunstgewerbeschule. Zu ihren Lehrern gehörten Adolf Rettelbusch, Richard Winckel und Benno Marienfeld. Anschließend studierte sie bei Ferdinand Dorsch in Dresden, wo sie den jungen Conrad Felixmüller kennen und schätzen lernte und Kontakt zur Künstlergruppe Brücke hatte.
Zwischen September 1913 und April 1914 unternahm sie mit ihrer Schwester Annemarie eine Studienreise nach Paris, wo sie die Académie de la Grande Chaumière sowie die renommierte Académie Ranson besuchten und Kurse bei Maurice Denis und Félix Vallotton belegten. 1914 reisten die Schwestern über Dresden nach Berlin. Der Ausbruch des Ersten Weltkrieges verhinderte eine ursprünglich für Herbst 1914 geplante Rückkehr nach Frankreich.
In Berlin mieteten sie ein Atelier im Berliner Siegmundshof. Hier veröffentlichte Katharina Heise in der Zeitschrift Die Aktion erstmals Holzschnitte. Unterstützt wurde sie insbesondere von Hugo Lederer und hatte Kontakt zu Künstlern wie Adolf Behne, Karl Hofer, Max Liebermann, Heinrich Mann, Otto Nagel, Ernst Niekisch, Max Osborn, Eugen Spiro und Eckhart von Sydow. Zum 100. Geburtstag von Karl Marx 1918 erschien auf der Titelseite der Mai-Ausgabe der Zeitschrift Die Aktion ein von ihr geschaffenes Holzschnittporträt. Im gleichen Jahr widmete ihr Franz Pfemfert in dieser Zeitschrift eine Sondernummer. 1920 arbeiteten die Schwestern Heise an Hans Heinz Stuckenschmidts expressionistischer Zeitschrift Wir aber mit.
Ihre Ateliernachbarin Käthe Kollwitz empfahl ihr zudem, sich verstärkt mit der Bildhauerei zu befassen. 1919 feierte sie Erfolge mit den Plastiken Betende, Knieende, Große Schreitende und Das Urweib sowie Porträtbüsten von Arthur Nikisch und Max Liebermann 1931. Stets verbarg sie sich jedoch in der Öffentlichkeit hinter dem männlichen Pseudonym Karl Luis Heinrich-Salze, das sie erst 1931 ablegte.
Heise gehörte dem Frauenkunstverein Berlin an. Zeitweise war sie dort zweite Vorsitzende und Schriftführerin. Sie beteiligte sich an diversen Ausstellungen und unterhielt Kontakte zur Novembergruppe und zur Gewerkschaftsbewegung. Ihr Werk wurde in der Öffentlichkeit stark beachtet und kontrovers diskutiert. Heise arbeitete an der Zeitschrift Widerstand von Ernst Niekisch mit.
Die Nationalsozialisten diffamierten ihr Werk als entartete Kunst. Nach deren Machtergreifung 1933 zog sich Heise daher aus dem öffentlichen Leben zurück, 1937 starb ihre Schwester Annemarie an Krebs. 1942, ihre Wohnung in Berlin war ausgebombt, kehrte sie vereinsamt in das elterliche Wohnhaus nach Schönebeck (Elbe) zurück. Hier setzte sie ihr Schaffen bis an das Lebensende fort, nach 1945 vor allem mit Kleinplastiken zu oft christlichen Themen. So schuf sie u. a. ein Keramikrelief für den Altar der Kirche in Nachterstedt.
Sie war zwar nach 1945 in der Sowjetischen Besatzungszone auf einer Anzahl Ausstellungen vertreten, konnte jedoch nicht an den früheren Erfolg anzuknüpfen. In Schönebeck war sie Anfeindungen („Kulakentochter“) ausgesetzt.
Um Heise bildete sich der Schönebecker Kreis, eine Gruppe von Künstlern, denen u. a. Hans Oldenburger, Hans Helmbrecht, Werner Tübke, Christof Grüger und Ewald Blankenburg gehörten.
Katharina Heise verstarb in einem Krankenhaus in Halle (Saale) an Magenkrebs und wurde gemeinsam mit ihrer Schwester auf dem Gertraudenfriedhof in Schönebeck-Salzelmen beigesetzt. Die Stadt Magdeburg benannte ihr zu Ehren eine Straße (Heiseweg). Obgleich sie verfügt hatte, dass ihr Nachlass nach ihrem Tod zerstört werden solle, verstreute sich dieser auf verschiedene Personen und gelangte erst später in verschiedene Museen.

## Öffentliche Sammlungen mit Werken Katharina Heises (unvollständig)
- Altenburg/Thüringen: Lindenau-Museum[4]
- Erfurt: Angermuseum[4]
- Halle/Saale: Kunstmuseum Moritzburg[5] (u. a. in der Dauerausstellung „Wege der Moderne“)
- Schönebeck: Salzlandmuseum[5]

## Weitere Werke (Auswahl)

### Malerei und Grafik
- expressionistischer Holzschnitt Karl Marx (1918)
- expressionistischer Holzschnitt Akt im Wald (1918)
- Frauenrückenakt (Öl auf Leinwand, 65 × 53 cm, um 1920; Museum Kunst der Verlorenen Generation, Salzburg)[6]
- Porträt Anne Frank
- Clown-Totem (1920er Jahre), Kunstmuseum Moritzburg Halle (Saale)

### Plastik
- Kindermord, (1919)
- Tanz, (1919)
- Das Urweib
- Stehende (1919), Kunstmuseum Moritzburg Halle (Saale)
- Harald Kreuzberg (1919/20), Kunstmuseum Moritzburg Halle (Saale)
- Tänzerin (1922), Kunstmuseum Moritzburg Halle (Saale)

## Ausstellungen (unvollständig)

### Personalausstellungen
- 1918: Berlin, Aktions-Buchhandlung Alexandra Ramm
- 1959: Schönebeck
- 1961: Magdeburg (mit Annemarie Heise)

#### Postum
- 1985: Erfurt, Galerie Erph. Druckgrafik
- 1992: Drensteinfurt, Alte Post ("Katharina Heise 1891–1964. Aquarelle, Pastelle, Zeichnungen, Graphik ")
- 2014:Schönebeck-Salzelmen, Salzlandmuseum ("Katharina Heise (1891–1964) – Die (Un-)Vergessene?")

### Teilnahme an Ausstellungen
- 1924: Berlin, Landesausstellungsgebäude am Lehrter Bahnhof („Juryfreie Kunstschau“)
- 1946: Magdeburg, Magdeburger Museen („Ausstellung bildender Künstler des Bezirks Magdeburg in Magdeburg“)[7]
- 1946/1947: Leipzig, Museum der Bildenden Künste („Mitteldeutsche Kunst“)[8]

- 1946: Halle/Saale, Städtisches Museum in der Moritzburg („Kunstausstellung der Provinz Sachsen“)[9]
- 1946/1947 Leipzig, Museum der Bildenden Künste („Mitteldeutsche Kunst“)[10]
- 1947: Chemnitz, Kunstausstellung Gerstenberger („Mitteldeutsche Kunst“)
- 1947: Leipzig, Museum der Bildenden Künste („Malerei der Gegenwart“)
- 1948: Halle/Saale, Städtisches Museum in der Moritzburg (Große Kunstausstellung Sachsen-Anhalt)[11]
- 1949: Halle/Saale, Städtisches Museum in der Moritzburg (Landeskunstausstellung)

#### Postum
- 1978/1979: Berlin, Altes Museum („Revolution und Realismus. Revolutionäre Kunst in Deutschland 1917 bis 1933“)
- 1989: Wanderausstellung, u. a. in Los Angeles und Düsseldorf („Expressionismus, Die zweite Generation 1915-1925“)